# Бадуарије
Бадуарије ( грч. Βαδουάριος   ) је био источноримски аристократа, зет византијског цара Јустина II (р. 565–578. године). Теофан Исповедник га погрешно назива царевим братом. 

## Биографија
Вероватно да је син или унук сличног имена генерала који је био активан у Малој Скитији 528. године, латински епски песник Флавије Кресконије Корип бележи Бадуарија да је наследио Јустина на његовом месту куролата непосредно након његовог успона на византијски престо 14. новембра, 565. У то време је већ био носилац чина патрикија . 
Око 566/567. године, Бадуарију је наређено да подигне војску у доњем Дунаву ( Мезија и Мала Скитија) како би помогао Гепидима против Лангобарда . Византинци су добили прву битку, али је тада гепидски краљ Кунимунд одбио да врати Сирмијум као што је обећао. Остављен без помоћи против Лангобарда и Авара, Кунимунд је поражен и убијен. Бадуаријево место у овој кампањи је нејасно: он је можда био магистер милитум пер Илирикум, магистер милитум без додељене области или квестор екерцитус . 
А комес стабули („заповедник царских ергела“) 573. године, убрзо је послат у Италију да се одупре лангобардском освајању полуострва. Лангобарди су га, међутим, победили у бици 576. године, а он је убрзо умро. 

### Породица
Бадуарије се оженио Јустиновом ћерком Арабијом, са којом је можда имао ћерку Фирмину, што је потврђено у једном натпису из 564.  Израз је нејасан: садржи грчку реч која се може видети као „γενημενη“ или „γενομενη“ од Арабије. Термин „γενημενη“ значи „рођен од“ и чинио би да фраза гласи „Фирмина, ћерка Арабије“, док „γενομενη“ значи „ко је постао“. Сирил Манго чита фразу као „Фирмина која је постала дадиља Арабије“. 